# Jonathan Laugel
Jonathan Laugel (30 de janeiro de 1993) é um jogador de rugby sevens francês.

## Carreira
Jonathan Laugel integrou o elenco da Seleção Francesa de Rugbi de Sevens, na Rio 2016, que foi 7º colocada.